# Carmen Leicht-Scholten

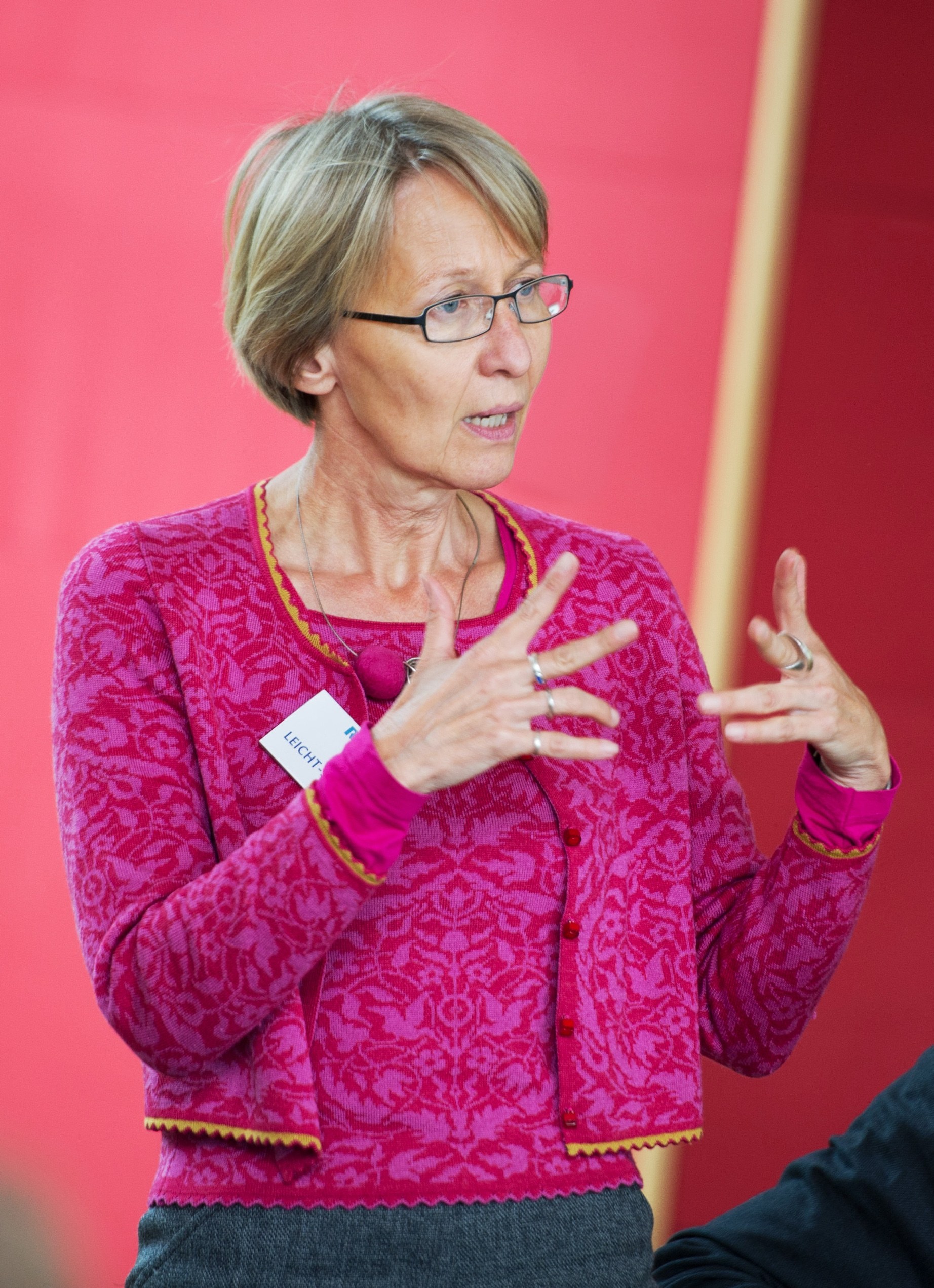
Carmen Leicht-Scholten, 2011

Carmen Leicht-Scholten (* 1961) ist eine deutsche Politikwissenschaftlerin und Professorin des Lehr- und Forschungsgebietes Gender und Diversity in den Ingenieurwissenschaften an der Fakultät für Bauingenieurwesen der RWTH Aachen.

## Beruflicher Werdegang
Nach dem Studium der Politikwissenschaft und Soziologie in Heidelberg, Aachen und Sevilla promovierte Carmen Leicht-Scholten an der Universität Hamburg am Lehrstuhl für Politische Wissenschaft bei Christine Landfried über Wechselwirkungen von Bundesverfassungsgerichtsentscheidungen zu Art. 3 und Art. 6 GG auf Politik und Gesellschaft. Ihrer Promotion folgten Forschungstätigkeiten und Lehraufträge an Fachhochschulen und der RWTH Aachen. Die Richterin des Bundesverfassungsgerichts Renate Jaeger lud sie zu einem wissenschaftlichen Diskurs ihrer Doktorarbeit ein.
Als Postdoc am Institut für Soziologie entwickelte Leicht-Scholten die ersten hochschulübergreifenden Mentoring-Programme der RWTH Aachen. Im Jahr 2007 war sie maßgeblich verantwortlich für die Entwicklung der Gender- und Diversity-Strategie der RWTH Aachen im Zukunftskonzept der Hochschule zur Vorbereitung der Exzellenzinitiative.
Der Rektor der Hochschule ernannte sie im Jahre 2007 zur Leitung der Stabsstelle Integration Team, Human Resources, Gender und Diversity Management (IGaD) der RWTH. Im Jahr 2009 war sie ebenfalls maßgeblich an der Konzeption des vom Stifterverband für die Deutsche Wissenschaft ausgezeichneten Zukunftskonzeptes „Exzellente Lehre“ beteiligt.
Von Juli 2010 bis Oktober 2011 hatte Leicht-Scholten eine Gastprofessur „Gender- und Diversity-Management in den Ingenieurwissenschaften“ am Institut für Software-Engineering und Theoretische Informatik an der TU Berlin inne.
Im Jahr 2012 wurde sie auf die neu geschaffene Professur Gender und Diversity in den Ingenieurwissenschaften (GDI) an der RWTH Aachen berufen. Sie hat einen Zweitsitz an der Philosophischen Fakultät der RWTH und kann mit dieser Brückenprofessur sowohl Ingenieure als auch Sozialwissenschaftler ausbilden und promovieren.

## Forschung
Leicht-Scholtens Schwerpunkt in Forschung und Lehre befasst sich mit der Einbettung sozialer Faktoren in Forschungs- und Innovationsprozesse, d. h. mit der sozialen Konstruktion von Wissenschaft und Technik (Gender and Science Technology Studies) und deren Wechselwirkungen. Die Integration verschiedener gesellschaftlicher Akteure in partizipative Prozesse wird als Schlüsselfaktor für das Gelingen sozialer Transformationsprozesse verstanden. Sie engagiert sich für die Integration dieser Perspektiven in ingenieurwissenschaftliche Curricula auf nationaler und internationaler Ebene, u. a. als stellvertretendes Mitglied der Stiftung Akkreditierungsrat, in der Arbeitsgruppe Gender und Diversity des VDI. Ebenfalls ist sie Mitglied bei der Europäische Vereinigung für das Erforschen von Wissenschaft und Technologie (EASST). Sie war lange Zeit Mitherausgeberin der Zeitschrift Gender und ist seit 2012 Mitglied des wissenschaftlichen Beirats des Netzwerks Frauen- und Geschlechterforschung NRW.

## Funktionen und Ämter
Im April 2012 wurde Leicht-Scholten zur Studiendekanin der Fakultät für Bauingenieurwesen der RWTH Aachen ernannt, eine Position, die sie bis Mai 2016 innehatte. Anschließend war sie bis 2019 Rektoratsbeauftrage für Socially Responsible Education. Im Jahr 2019 entwickelte sie den RRI Hub aufbauend auf den vom Stifterverband ausgezeichneten Social Incubator Hub. Sie ist Mitglied in zahlreichen Gremien der Fakultät und der Hochschule, so u. a. in der Satzungskommission und im Senat.

## Stipendien und Auszeichnungen
- Auszeichnung mit dem DIGI-Fellow des Landes NRW
- Auszeichnung mit dem RWTH Lehrpreis in der Kategorie Nachhaltigkeit[1]
- Theodore-von-Kármán-Fellowships 2014
- Promotionsstipendium der Heinrich-Böll-Stiftung

## Veröffentlichungen
- Bernhard, S., & Leicht-Scholten, C. (2024): Gendering and Transforming Engineering Education: A Philosophical Perspective on the Gendered Limits of Choice. In: Questioning Gender Politics: contextualising educational disparities in uncertain times / edited by Jessie A. Bustillos Morales, Routledge, 215-228, 2024.
- Winkens, Ann-Kristin (Corresponding author); Lemke, Clara; Leicht-Scholten, Carmen: How to teach resilience thinking in engineering education, In: Sustainable and resilient infrastructure, 1-18, 2024, doi:10.1080/23789689.2024.2356492.
- Berg-Postweiler, Julia (Corresponding author); Decker, Marie Christin; Leicht-Scholten, Carmen: Academia as a Key Factor in Fostering Responsible Research and Innovation with and for Society: The Case of the RRI Hub at RWTH Aachen University, In: Transformation towards sustainability : a novel interdisciplinary framework from RWTH Aachen University / Peter Letmathe, Christine Roll, Almut Balleer, Stefan Böschen, Wolfgang Breuer, Agnes Förster, Gabriele Gramelsberger, Kathrin Greiff, Roger Häußling, Max Lemme, Michael Leuchner, Maren Paegert, Frank T. Piller, Elke Seefried, Thorsten Wahlbrink, editors, 399-424, 2024, doi:10.1007/978-3-031-54700-3_15.
- Berg-Postweiler, Julia (Corresponding author); Leicht-Scholten, Carmen: Investigating the Institutional Embedding of Social Innovation at Five Leading Technical Universities in Europe, In: Journal of social entrepreneurship, 2024, doi:10.1080/19420676.2024.2345378.
- von Alemann, Annette; Grotjahn, Rebecca; Hagengruber, Ruth; Hinney, Anke; Leicht-Scholten, Carmen; Lengersdorf, Diana; Plummer, Patricia; Sabisch, Katja; Seng, Anja; Wilde, Gabriele; Brand, Maximiliane; Dahmen, Britt; Hilgemann, Meike; Krämer, Anike; Rauber, Anne; Steinweg, Nina: Eckpunkte zur Weiterentwicklung der Geschlechterforschung in NRW auf der Basis der Empfehlungen des Wissenschaftsrates, In: Netzwerk Frauen- und Geschlechterforschung NRW, 1-16, 2024.
- mit J. Berg-Postweiler, L. Steuer-Dankert, L.: One Size Does Not Fit All: Applying Antibias Trainings in Academia. In: The International Journal of Organizational Diversity, 24 (1), 1–23, 2023, doi:10.18848/2328-6261/CGP/v24i01/1-23.
- Sustainabilty in the Internet of Production: Interdiscipilinary Opportunities and Challenges. 2023 IEEE International Symposium on Technology and Society (ISTAS), Swansea 2023.
- Engineering Society: The Role of Intersectional Gender and Diversity Studies for a Sustainable Transformation on the Case of Interdisciplinary Engineering Education. SEFI, Dublin 2023.
- The Gender Blind Spot: Reflections on the German Discourse on Gender, Work, and Digitalization—Work 4.0. In: W. Frenz, W. (Hrsg.): Handbook Industry 4.0. Law, Technology, Society. Springer, Berlin/Heidelberg 2022, ISBN 978-3-662-64447-8, doi:10.1007/978-3-662-64448-5_54, S. 1041–1062.
- mit A. Winkens, C. Lemke: Mind the Gap - Students’ Perspective on Relevant Competencies Needed and Gained in Engineering Education. In: 50th Annual Conference of the European Society for Engineering Education: 19-22 September, Barcelona, Spain 2022, 842-850.
- mit A. Bouffier: Mind the Gap – Industrie 4.0 trifft Gender. In: Frenz W. (Hrsg.) Handbuch Industrie 4.0: Recht, Technik, Gesellschaft. Springer, Berlin, Heidelberg 2020.
- mit E. von den Driesch, L. Steuer-Dankert, T. Berg: Implementation of Gender and Diversity Perspectives in Transport Development Plans in Germany. In: Sánchez de Madariaga, I. / Neuman, M. (Hrsg.) Engendering Cities: Designing Sustainable Urban Spaces for All. Routledge, 2020.
- mit J. Bosen: Sustainable Mobility Cultures and the SDGs: Towards an Interdisciplinary Approach. In: Leal Filho, W., Azul, A. M., Brandli, L., Özuyar, P. G., & Wall, T. (Hrsg.) Sustainable Cities and Communities. Encyclopedia of the UN Sustainable Development Goals. Springer, Cham, 2020.
- A Research Framework for Human Aspects in the Internet of Production – An Intracompany Perspective. In: International Conference on Applied Human Factors and Ergonomics (S. 3–17). Springer, Cham, 2020.
- mit L. Steuer-Dankert: Educating Engineers for Socially Responsible Solutions Through Design Thinking. In: Melles G. (Hrsg.) Design Thinking in Higher Education. Design Science and Innovation. Springer, Singapore 2020.
- mit L. Steuer-Dankert: Diversity-and Innovation Management in Complex Engineering Organizations. In: 7th International OFEL Conference on Governance, Management and Entrepreneurship: Embracing Diversity in Organisations. April 5th-6th, 2019, Dubrovnik, Croatia (S. 136–157). Zagreb 2019.
- mit L. Steuer-Dankert, S. Gilmartin, C. Muller, C. Dungs, S. Sheppard: Expanding Engineering Limits – A Concept for Socially Responsible Education of Engineers In: The International Journal of Engineering Education, 35(2), (S. 658–673). 2019.
- Sozial verantwortliche Technikwissenschaften: der Beitrag der Geschlechterforschung für Forschung, Entwicklung und Ausbildung. In: Beate Kortendiek, Birgit Riegraf, Katja Sabisch (Hrsg.): Handbuch Interdisziplinäre Geschlechterforschung. (= Geschlecht und Gesellschaft. Band 65). Springer VS, Wiesbaden 2018, ISBN 978-3-658-12495-3, doi:10.1007/978-3-658-12500-4_140-1, S. 699–707.
- L. Steuer-Dankert, A. Bouffier, S. Gaedicke: Diversifying Engineering Education – A Transdisciplinary Approach. In: Gray, M./ Thomas, K. D. (Hrsg.) Strategies for Increasing Diversity in Engineering Majors and Careers, (S. 201–235). IGI Global (E-Book). 2017.
- mit A. Bouffier, L. Steuer-Dankert: Facing Future Challenges: Building Engineers for Tomorrow. In: 5th International Conference New Perspectives in Science Education, März 2016, Florenz (S. 32–37).
- Perspektivenwechsel oder -erweiterung? Gender Studies in den Ingenieurwissenschaften. In: Forschung & Lehre. 21. Jahrgang, Nr. 11/2014, ISSN 0945-5604, S. 896–897.
- Meeting Global Challenges - Gender and Diversity as Drivers for a Change of Scientific Culture. In: Leicht-Scholten, C., Breuer, E., Tulodetzki, N. & Wolffram, A. (Hrsg.) (2011): Going Diverse: Innovative Answers to Future Challenges. Gender and Diversity Perspectives in Science, Technology and Business. Budrich UniPress, Opladen (S. 53-64).
- mit E. Breuer, N. Tulodetzki, A. Wolffram: Going Diverse: Innovative Answers to Future Challenges. Gender and Diversity Perspectives in Science, Technology and Business. Budrich UniPress, Opladen/Farmington Hills 2011, ISBN 978-3-940755-62-9, S. 53–64.
- Gender and Science: Perspektiven in den Natur- und Ingenieurwissenschaften. transcript Verlag, Bielefeld 2007, ISBN 978-3-89942-674-8, doi:10.25595/1106.
- Das Recht auf Gleichberechtigung im Grundgesetz. Die Entscheidungen des Bundesverfassungsgerichts von 1949 bis heute. Campus, Frankfurt 2020.